# الغضب (كتاب)
الغضب (بالإنجليزية: (Rage (Bob Woodward)‏ هو ثاني كتاب واقعي حول الرئيس الأمريكي دونالد ترامب للمؤلف والصحفي الاستقصائي الشهير بوب ودورد، صدر الكتاب في 15 سبتمبر 2020 بواسطة دار النشر سايمون وشوستر. يؤرخ الكاتب من خلال مؤلفه وبصورة نقدية تعامل رئيس الولايات المتحدة الأمريكية دونالد ترامب مع جائحة فيروس كورونا، وعلاقته المتوترة مع ضباط عسكريين ومسؤولين رفيعي المستوى مثل جيمس ماتيس ودان كوتس، وتعامله مع الاضطرابات العرقية، وعلاقاته مع قادة روسيا وكوريا الشمالية.
أسوة بكتابه السابق الخوف: ترامب في البيت الأبيض الصادر في عام 2018، اشتق بوب ودورد عنوان كتابه الجديد من محادثة أجراها مع الرئيس ترامب في مارس 2016. حيث قال خلالها وودوارد إن «الكثير من القلق والغضب والضيق» كان حاضرًا في الحزب الجمهوري، فأجابه ترامب قائلا: «"إنني أثير الغضب، إنني أثير الغضب، دائمًا ... لا أعرف ما إذا كان هذا أمرا إيجابيا أو سلبيا، ولكن أياً كان الأمر، فأنا أفعل ذلك. في النهاية، أجلب وحدة كبيرة. لقد مررت بالعديد من المناسبات مثل هذه، حيث كرهني الناس أكثر من أي إنسان قابلوه على الإطلاق. وبعد ذلك، ينتهي بهم الأمر ليكونوا أصدقائي. وأرى ذلك يحدث هنا"».

## خلفية المؤلف

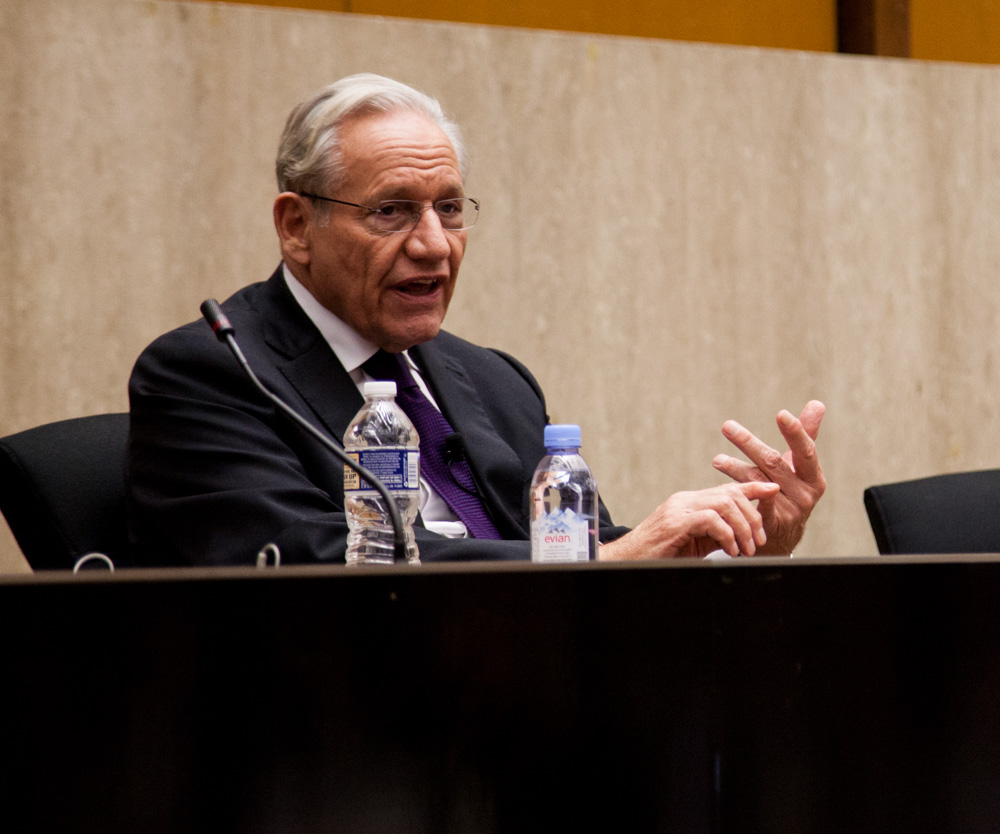
بوب ودورد 2016.

## محتوى الكتاب
أخبر ترامب ودورد أنه كان «يقلل من أهمية» التهديد المتعلق بجائحة فيروس كورونا على الصحة العامة للأمريكيين على الرغم من إخباره أنه قد يكون «أكثر فتكًا» بخمس مرات من الأنفلونزا العادية بل إنه «مميت»، قال ترامب «"أحب دائمًا التقليل من شأنه، لأنني لا أريد أن أخلق حالة من الذعر"».
واختتم ودورد كتابه بالقول بأن ترامب هو «الرجل الخطأ في هذه الوظيفة».